# 샴술 마이딘
샴술 마이딘(Shamsul Maidin, 1966년 4월 16일 ~ )은 싱가포르의 축구 심판으로, 물리치료사를 겸하고 있다.
그는 1996년 1월 1일에 축구 심판으로 활동하기 시작했으며, 2005년과 2006년에 아시아 축구 연맹으로부터 올해의 심판상을 받았다. 또한 그는 S-리그 올해의 심판상을 네 번(1997년, 1998년, 1999년, 2001년)이나 수상하기도 하였으며, 2006년 K-리그에서 성남 일화와 수원 삼성의 챔피언 결정전 2차전 경기의 주심을 맡기도 하였다.
그는 아시안컵(1996년과 2000년, 2004년)과 세계 청소년 축구 선수권 대회(2001년과 2003년), 컨페더레이션스컵(2005년)에서 축구 심판으로 활동했으며, 2006년 아프리카 네이션스컵에서 아프리카 국가 출신이 아닌 유일한 축구 심판으로 활동했다.
그는 2006년 FIFA 월드컵에서 트리니다드 토바고와 스웨덴, 멕시코와 앙골라, 코스타리카와 폴란드의 조별 예선 세 경기에서 주심을 맡았으며, 독일과 스웨덴의 16강전 경기에서 대기심을 맡았다.

## 주요 활동 경력
- 1996년 AFC 아시안컵: 대한민국과 인도네시아의 조별 예선 경기
- 2000년 AFC 아시안컵: 일본과 우즈베키스탄, 중화인민공화국과 쿠웨이트의 조별 예선 두 경기, 중화인민공화국과 일본의 준결승전 경기
- 2001년 FIFA 세계 청소년 축구 선수권 대회: 자메이카와 핀란드의 조별 예선 경기, 앙골라와 네덜란드의 16강전 경기
- 2003년 FIFA 세계 청소년 축구 선수권 대회: 파라과이와 미국, 잉글랜드와 이집트의 조별 예선 두 경기
- 2004년 AFC 아시안컵: 대한민국과 요르단, 대한민국과 쿠웨이트의 조별 예선 두 경기, 중화인민공화국과 이라크의 8강전 경기, 바레인과 일본의 준결승전 경기
- 2005년 FIFA 컨페더레이션스컵: 오스트레일리아와 아르헨티나의 조별 예선 경기
- 2006년 아프리카 네이션스컵: 리비아와 코트디부아르, 튀니지와 기니의 조별 예선 두 경기
- 2006년 FIFA 월드컵: 트리니다드 토바고와 스웨덴, 멕시코와 앙골라, 코스타리카와 폴란드의 조별 예선 세 경기의 주심, 독일과 스웨덴의 16강전 경기의 대기심